# Wielki Gurgulat
Wielki Gurgulat – (1437 m n.p.m.) szczyt w najbardziej na północny zachód wysuniętym fragmencie Gorganów, które są częścią Beskidów Wschodnich.